# Ниткопері
Ниткопері (Nemipteridae) — родина окунеподібних риб підряду Окуневидні (Percoidei). Родина містить у собі близько 60 видів морських риб, що живуть у тропіках Індійського й західної частини Тихого океану. Деякі з них мають промислове значення.

## Опис
Ниткопері мають подовжене овальне тіло, покрите досить великою лускою, що заходить на задню частину голови. Рот невеликий. На щелепах розташовані дрібні конічні зуби й у передній частині трохи іклоподібних. Спинний плавець один. Черевні плавці й верхня лопать спинного плавця часто несуть ниткоподібні подовжені промені.

## Характеристика деяких видів

### Ниткопер червоний
Найширше розповсюджений ниткопер червоний (Nemipterus japonicus). Він зустрічається біля берегів Східної Африки, у Червоному морі, у всій північній частині Індійського океану, уздовж берегів Малайського архіпелагу, В'єтнаму й Південного Китаю. Це порівняно невелика риба, що досягає 30 см завдовжки. Забарвлення рожеве з фіолетовим відтінком. Спина темно-малинова, черево біле, злегка жовтувате. На боках по загальному рожевому тлі йдуть поздовжні ряди жовтих і блакитнуватих крапок, що часто зливаються в смуги. Кінці променів у плавцях жовті і жовтогарячі. Найбільше яскраво пофарбовані у жовтогарячий колір довгий ниткоподібний відросток верхньої лопати хвостового плавця й кінці черевних плавців. Молоді особини позбавлені ниткоподібного відростка на хвостовому плавці, забарвлення їх блідіше.
Це масовий стайний вид, що живе на шельфі й зваленні при досить широкому діапазоні глибин — від 30 до 300 м. Риба утворить більші косяки в періоди нересту й відгодівлі на мулистих і мулисто-піщаних ґрунтах. Живиться червоний нитепер зоопланктоном, креветками й рибою.
В Аденській затоці, в узбережжя Оману й уздовж Малабарского берега Індії нитепер червоний є об'єктом тралового рибальського промислу. Він займає друге місце у траловому рибальстві Індії.

### Ниткопер смугастий
Біля південних берегів Китаю, Японії, В'єтнаму й Зондских островів розповсюджений великий ниткопер смугастий (N. virgatus), що досягає завдовжки 40 см, ваги 800 г. Цей вид, на противагу попередньому, віддає перевагу кам'янистим і кораловим ґрунтам. По чисельності він значно уступає йому і добувається промислом у значно менших кількостях. Ловлять його переважно гачковими знаряддями лову (вудки, ярус й т.п.). Із травня по червень ця риба утворює великі нерестові скупчення. Особливо популярним м'ясо цього нитепера є в Японії.

## Класифікація
Родина містить 65 видів в 5 родах:
- Nemipterus Swainson, 1839

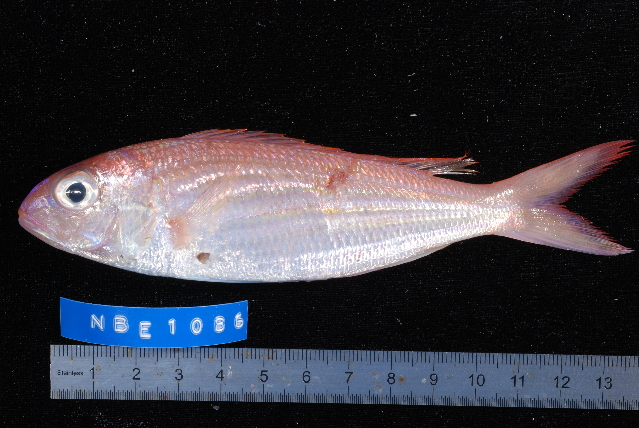
Nemipterus bipunctatus

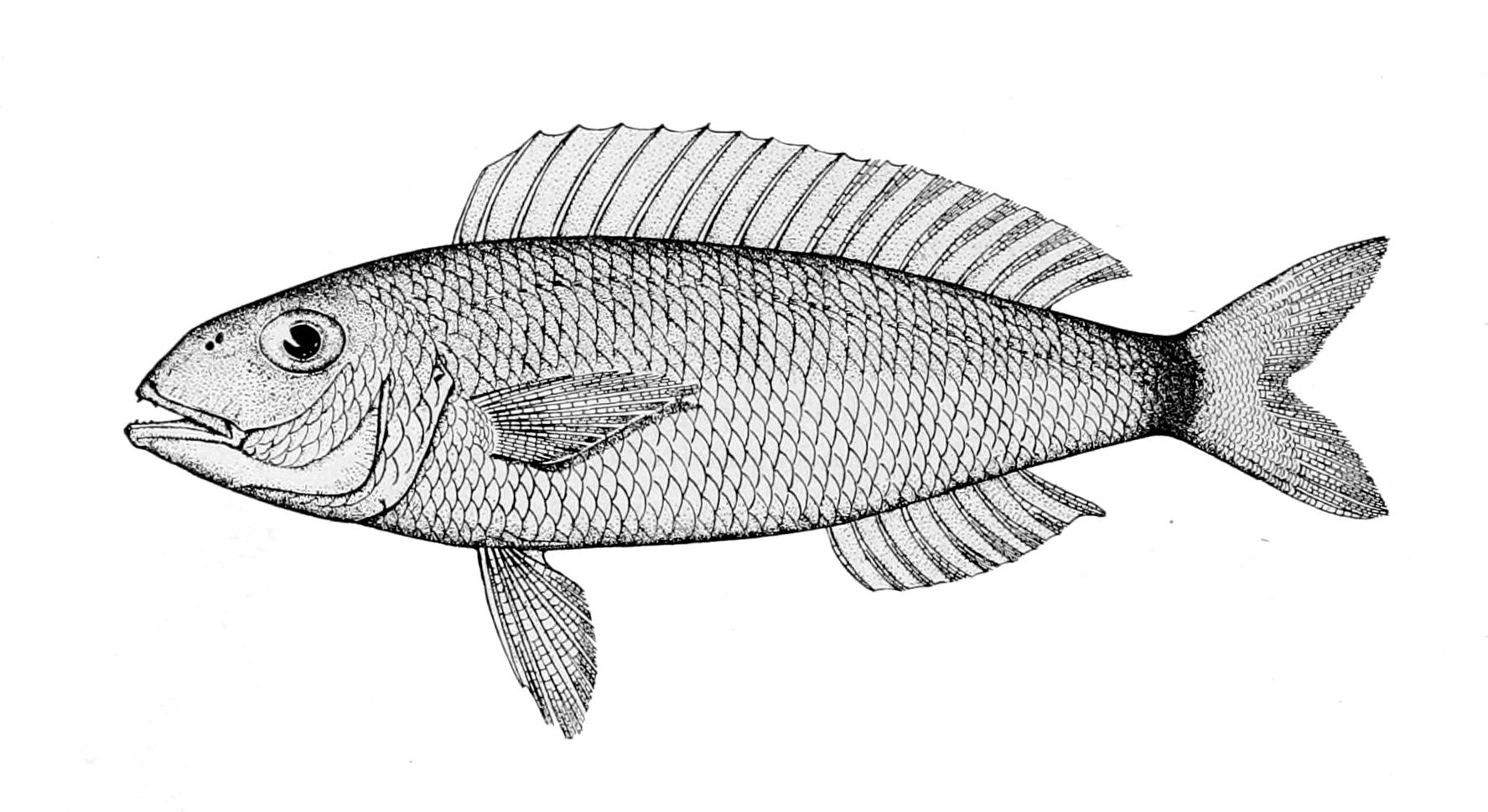
Nemipterus furcosus

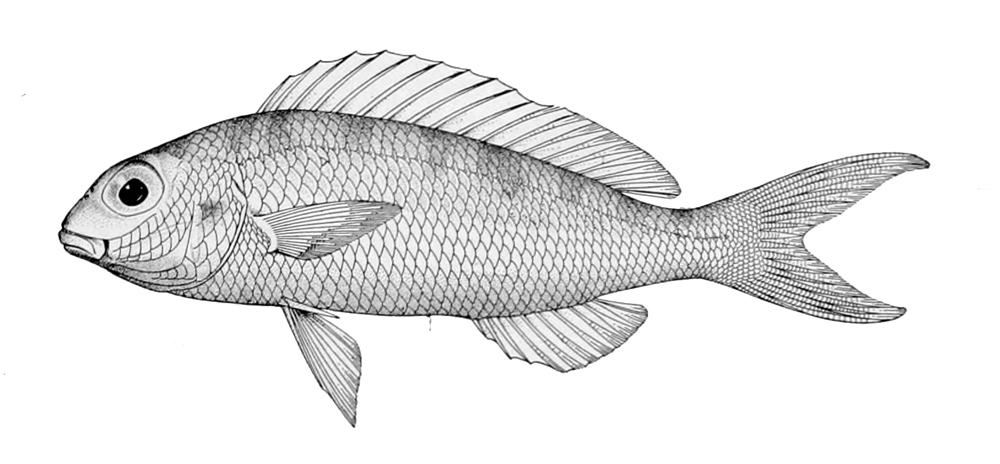
Nemipterus japonicus

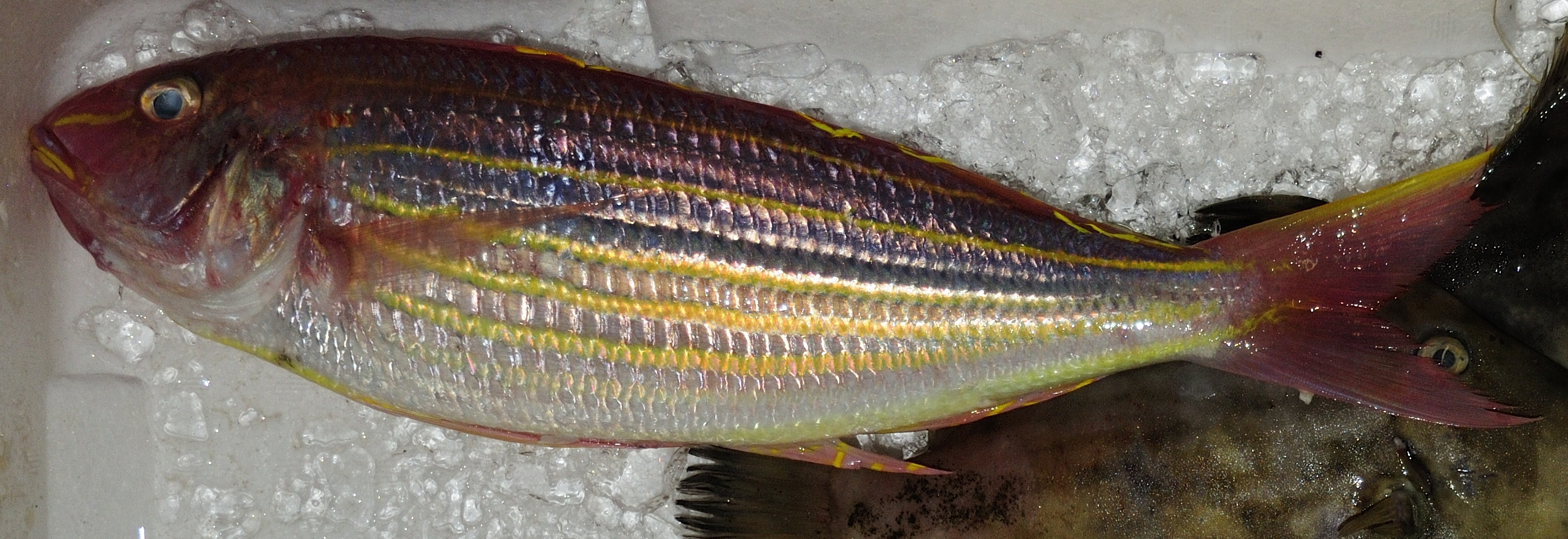
Nemipterus tambuloides

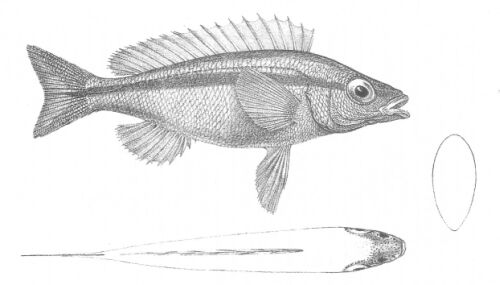
Pentapodus porosus

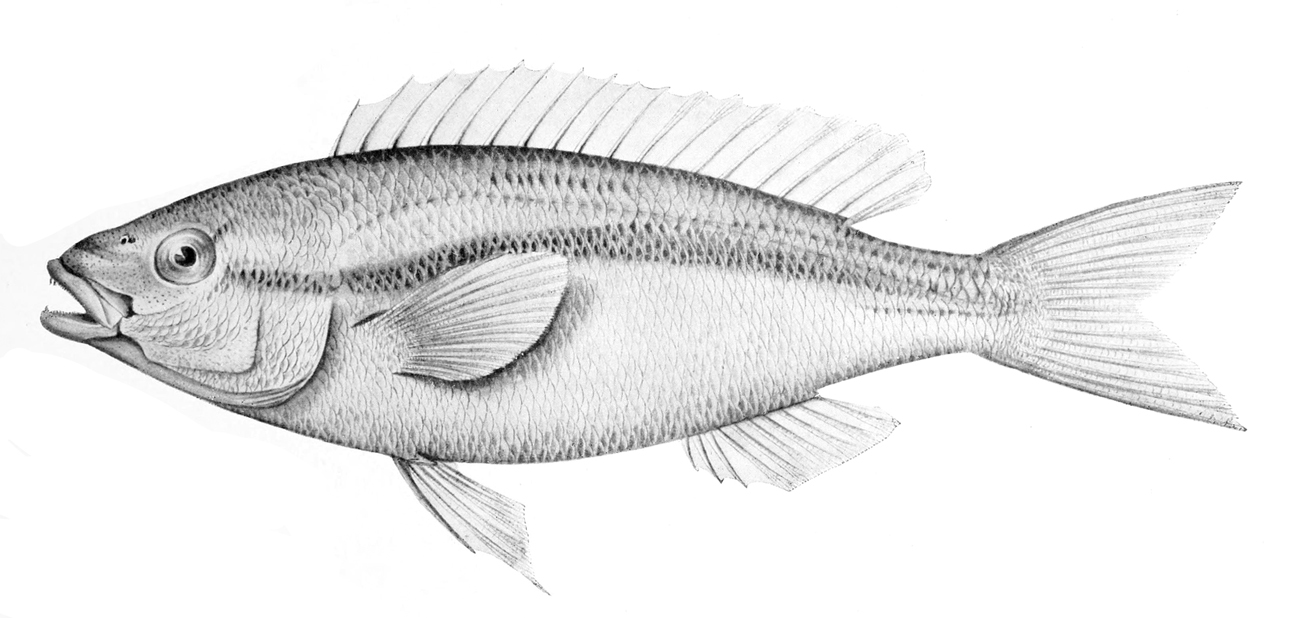
Pentapodus vitta

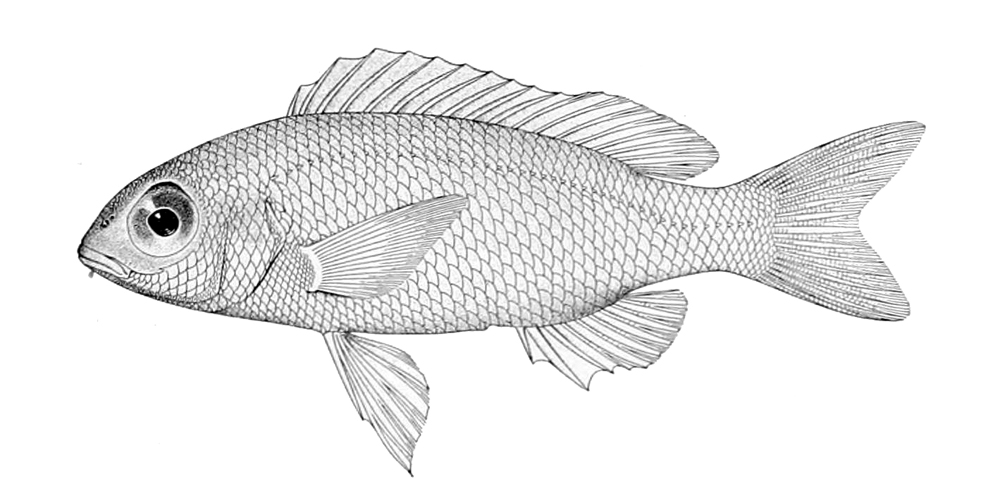
Scolopsis ciliata

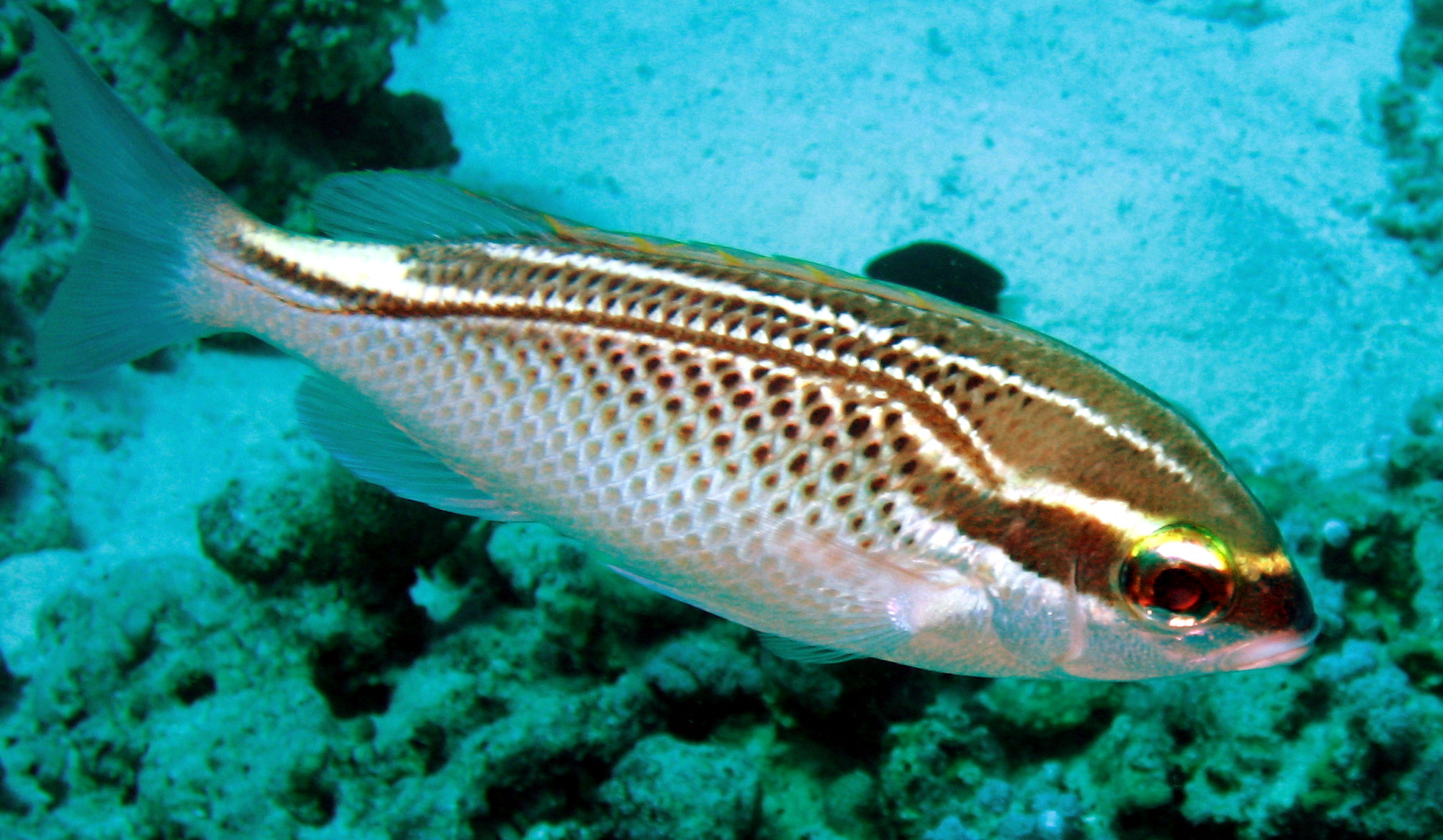
Scolopsis ghanam

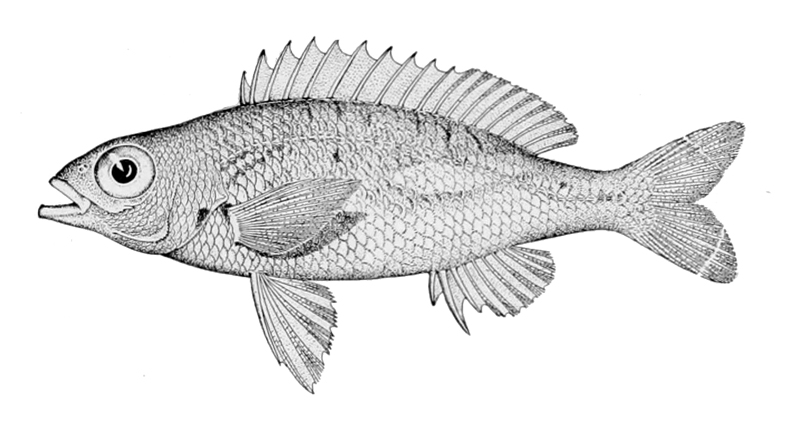
Scolopsis xenochrous

  - Nemipterus aurifilum  (Ogilby, 1910).
  - Nemipterus aurorus  Russell, 1993.
  - Nemipterus balinensis  (Bleeker, 1859).
  - Nemipterus balinensoides  (Popta, 1918).
  - Nemipterus bathybius  Snyder, 1911.
  - Nemipterus bipunctatus  (Valenciennes in Cuvier & Valenciennes, 1830).
  - Nemipterus celebicus  (Bleeker, 1854).
  - Nemipterus flavomandibularis  Russell & Tweddle, 2013.
  - Nemipterus furcosus  (Valenciennes in Cuvier & Valenciennes, 1830).
  - Nemipterus gracilis  (Bleeker, 1873).
  - Nemipterus hexodon  (Quoy & Gaimard, 1824).
  - Nemipterus isacanthus  (Bleeker, 1873).
  - Nemipterus japonicus  (Bloch, 1791).
  - Nemipterus marginatus  (Valenciennes in Cuvier & Valenciennes, 1830).
  - Nemipterus mesoprion  (Bleeker, 1853).
  - Nemipterus nematophorus  (Bleeker, 1853).
  - Nemipterus nematopus  (Bleeker, 1851).
  - Nemipterus nemurus  (Bleeker, 1857).
  - Nemipterus peronii  (Valenciennes in Cuvier & Valenciennes, 1830).
  - Nemipterus randalli  Russell, 1986.
  - Nemipterus tambuloides  (Bleeker, 1853).
  - Nemipterus theodorei  Ogilby, 1916.
  - Nemipterus thosaporni  Russell, 1991.
  - Nemipterus virgatus  (Houttuyn, 1782).
  - Nemipterus vitiensis  Russell, 1990.
  - Nemipterus zysron  (Bleeker, 1857).
- Parascolopsis Boulenger, 1901
  - Parascolopsis aspinosa (Rao & Rao, 1981).
  - Parascolopsis baranesi Russell & Golani, 1993.
  - Parascolopsis boesemani (Rao & Rao, 1981).
  - Parascolopsis capitinis Russell, 1996.
  - Parascolopsis eriomma (Jordan & Richardson, 1909).
  - Parascolopsis inermis (Temminck & Schlegel, 1843).
  - Parascolopsis melanophrys Russell & Chin, 1996.
  - Parascolopsis qantasi Russell & Gloerfelt-Tarp, 1984.
  - Parascolopsis rufomaculatus Russell, 1986.
  - Parascolopsis tanyactis Russell, 1986.
  - Parascolopsis tosensis (Kamohara, 1938).
  - Parascolopsis townsendi Boulenger, 1901.
- Pentapodus Quoy & Gaimard, 1824
  - Pentapodus aureofasciatus Russell, 2001.
  - Pentapodus bifasciatus (Bleeker, 1848).
  - Pentapodus caninus (Cuvier, 1830).
  - Pentapodus emeryii (Richardson, 1843).
  - Pentapodus nagasakiensis (Tanaka, 1915).
  - Pentapodus paradiseus (Günther, 1859).
  - Pentapodus porosus (Valenciennes, 1830).
  - Pentapodus setosus (Valenciennes, 1830).
  - Pentapodus trivittatus (Bloch, 1791).
  - Pentapodus vitta Quoy & Gaimard, 1824.
- Scaevius Whitley, 1947
  - Scaevius milii (Bory de Saint-Vincent, 1823).
- Scolopsis Cuvier, 1814
  - Scolopsis affinis Peters, 1877.
  - Scolopsis aurata (Park, 1797).
  - Scolopsis bilineata (Bloch, 1793).
  - Scolopsis bimaculatus Rüppell, 1828.
  - Scolopsis ciliata (Lacépède, 1802).
  - Scolopsis frenatus (Günther, 1859).
  - Scolopsis ghanam (Forsskål, 1775).
  - Scolopsis igcarensis Mishra et al., 2013.
  - Scolopsis lineata Quoy & Gaimard, 1824.
  - Scolopsis margaritifera (Cuvier, 1830).
  - Scolopsis monogramma (Cuvier, 1830).
  - Scolopsis taeniatus (Cuvier, 1830).
  - Scolopsis taenioptera (Valenciennes, 1830).
  - Scolopsis temporalis (Cuvier, 1830).
  - Scolopsis trilineata Kner, 1868.
  - Scolopsis vosmeri (Bloch, 1792).
  - Scolopsis xenochrous Günther, 1872.